# Христијан Мицкоски
Христијан Мицкоски (Скопље, 29. септембар 1977) македонски је политичар и универзитетски професор. Од 23. јуна 2024. обавља функцију председника Владе Северне Македоније. Председник је странке ВМРО-ДПМНЕ.

## Биографија
Рођен је у Скопљу 29. септембра 1977. године. Дипломирао је 2001. на Машинском факултету Универзитета „Св. Кирил и Методиј”, након чега је радио као професор. Године 2016. постао је директор ЈСЦ „Електране Македоније”. У периоду од 2015. до 2017. био је саветник за енергетику тадашњег премијера Николе Груевског.
Изабран је за председника партије ВМРО-ДПМНЕ на 16. Конгресу странке у Валандову. Поново је изабран за председника ВМРО-ДПМНЕ 12. децембра 2021. године.
Као лидер највеће опозиционе странке, Мицкоски се 2018. године оштро супротставио премијеру Зорану Заеву и договору са Грчком о промени имена Македоније. Године 2022. супротставио се француском предлогу за решавање спора са Бугарском и оптужио власти Северне Македоније да су покушале да га убију током протеста у Скопљу.
Ожењен је Розом Мицкоском, професорком македонског језика у скопској Гимназији „Орце Николов”. Говори српски језик.